# موريتس فولتس
موريتز فولز (بالألمانية: Moritz Volz)‏، من مواليد 21 يناير 1983 في سييغن في ألمانيا، لاعب كرة قدم ألماني.
بدأ مسيرته الكروية مع نادي آرسنال الإنجليزي في عام 2000، ولعب معهم حتى عام 2004، وفي عام 2003 أعير إلى نادي ويمبلدون الإنجليزي، ولعب معهم 10 مباريات وسجل هدف واحد، وفي موسم 2003/2004 أعير إلى نادي فولهام الإنجليزي، ولعب معهم 17 مباراة، ومنذ عام 2004 وهو يلعب مع نادي فولهام الإنجليزي.

## روابط خارجية
- موريتس فولتس على موقع الاتحاد الأوربي (الإنجليزية)
- موريتس فولتس على موقع قاعدة بيانات كرة القدم.إي يو (الإنجليزية)
- موريتس فولتس على موقع بيانات كرة القدم. دي إي (الألمانية)
- موريتس فولتس على موقع Soccerbase.com (لاعب) (الإنجليزية)
- موريتس فولتس على موقع عالم كرة القدم.نت (الإنجليزية)
- موريتس فولتس على موقع كووورة